# Panthalis zanzibarensis
Panthalis zanzibarensis är en ringmaskart som beskrevs av Pettibone 1989. Panthalis zanzibarensis ingår i släktet Panthalis och familjen Acoetidae. Inga underarter finns listade i Catalogue of Life.